# Riversleigh
Riversleigh je název rozlehlé archeologické lokality na severu australského kontinentu. Bylo zde nalezeno mnoho fosilií savců, ptáků a plazů žijících v období oligocénu a miocénu. Chráněné území má rozlohu 100 km² a od roku 1994 je společně s jeskyněmi Naracoorte součástí světového přírodního dědictví UNESCO.
Zdejší fosilie jsou unikátní díky tomu, že jsou uloženy v měkkém vápenci historických sladkovodních jezer, který neprošel výraznějším procesem konsolidace a proto jsou zdejší fosilie v dobrém stavu, některé z nich dokonce se zachovaly v trojrozměrné podobě. Zkameněliny zachycují změny v časovém a prostorovém rozmístění živočichů na Gondwaně v období, kdy se oblast dnešní severní Austrálie postupně měnila z deštného lesa na polopouštní krajinu.
Byly zde nalezeny kosterní pozůstatky předchůdců mnoha dnešních vačnatců (Metatheria) (klokanů (Macropodidae), vakovlků (Thylacinidae), vombatů (Vombatidae), koal (Phascolarctidae), possumů (Pseudocheiridae)), netopýrů (Vespertilioniformes) a dalších živočichů australské megafauny, např. obdurodona a nimbadona.

## Významná světová hodnota podle UNESCO
Austrálie je považována za nejvíce biologicky odlišný kontinent ve světě, což je výsledek jeho téměř úplné izolace po dobu 35 milionů let po oddělení od Antarktidy. Pouze dva ze sedmi řádů jedinečně odlišných savců byly zaznamenány někde jinde ve světě. Dvě z nejdůležitějších fosilních nalezišť na světě, Riversleigh a Naracoorte, nacházející se na severu a jihu Austrálie, poskytují významné fosilní záznamy o vývoji této výjimečné fauny savců. Tato sériovost poskytuje výjimečné a v mnoha případech jedinečné příklady skupin savců v průběhu posledních 30 milionů let.
Starší fosilie se nalézají u Riversleigh, který se může pochlubit jedinečnou sbírkou od oligocénu k miocénu, tj. před 10-30 miliony lety. Novější příběh se pak píše v Naracoorte, kde je zachováno jedno z nejbohatších ložisek fosílií obratlovců od doby ledové v polovině pleistocénu až po současnost (před 530 000 lety). Toto celosvětově významné kosterní naleziště poskytuje obraz klíčových etap vývoje savců v Austrálii, ilustrující jejich reakci na změnu klimatu a na lidské dopady.